# The Trinity (The LOX)
The Trinity è il primo EP del gruppo hip hop statunitense The LOX, pubblicato nel 2013.
Prima pubblicazione del gruppo a distanza di 13 anni, il disco è apprezzato dalla critica e vende 8 400 copie negli Stati Uniti nella sua prima settimana, debuttando nella Billboard 200.
| Recensione | Giudizio |
| ---------- | -------- |
| AllMusic   | positivo |
| HipHopDX   | [ 4 ]    |

## Tracce
1. Faded (featuring Tyler Woods) – 3:53 (musica: Eric G.)
2. Talk About It – 3:57 (musica: Vinny Idol)
3. Love Me or Leavue Me Alone – 3:04 (musica: Buda Da Future, Grandz Muzik)
4. Three Kings (featuring Dyce Payne) – 3:54 (musica: Dayzel)

## Classifiche
| Classifica (2013)         | Posizione massima |
| ------------------------- | ----------------- |
| Stati Uniti               | 141               |
| US Digital Albums         | 22                |
| US Independent Albums     | 16                |
| US Top Rap Albums         | 8                 |
| US Top R&B/Hip-Hop Albums | 17                |